# Sevaberd
Sevaberd (in armeno Սևաբերդ?, fino al 1948 Gharaghala) è un comune dell'Armenia di 293 abitanti (2008) della provincia di Kotayk'.